# Integral de Gauss

Función gaussiana. El área encerrada bajo esa curva con el eje x es.

En matemáticas, la integral de Gauss, integral gaussiana o integral de probabilidad, es la integral impropia de la función gaussiana {\displaystyle f(x)=e^{{-x}^{2}}} sobre toda la recta de los números reales. Debe su nombre al matemático y físico alemán Carl Friedrich Gauss, y su valor es:
{\displaystyle \int _{-\infty }^{\infty }e^{-x^{2}}\,dx={\sqrt {\pi }}}
Esta integral tiene amplias aplicaciones, incluyendo normalización, en teoría de la probabilidad y transformada continua de Fourier. También aparece en la definición de la función error. No existe ninguna función elemental para la  función error, como se puede demostrar mediante el algoritmo de Risch, por lo que la integral Gaussiana no puede ser resuelta analíticamente con las herramientas del cálculo. O sea, no existe una  integral indefinida elemental para 
{\displaystyle \int e^{-x^{2}}\,dx}
pero sí es posible evaluar la integral definida
{\displaystyle \int _{-\infty }^{\infty }e^{-x^{2}}\,dx}.

## Cálculo de la Integral

### Coordenadas Polares
La forma más común de calcular la integral de Gauss es mediante integración doble en el sistema cartesiano de coordenadas, para después hacer un cambio de coordenadas a coordenadas polares y calcular el valor. Se procede de la siguiente manera:
Se define  
{\displaystyle {\mathcal {I}}=\int _{-\infty }^{\infty }e^{-x^{2}}dx}
como la integral que queremos calcular. Podemos definir {\displaystyle {\mathcal {I}}^{2}} como el producto de la integral {\displaystyle {\mathcal {I}}} con ella misma y mediante el Teorema de Fubini podemos expresar la integral como
{\displaystyle {\begin{aligned}{\mathcal {I}}^{2}&={\Biggl (}\int _{-\infty }^{\infty }e^{-x^{2}}dx{\Biggr )}^{2}\\&=\int _{-\infty }^{\infty }e^{-x^{2}}dx\cdot \int _{-\infty }^{\infty }e^{-y^{2}}dy\\&=\int _{-\infty }^{\infty }{\Biggl (}\int _{-\infty }^{\infty }e^{-x^{2}}dx{\Biggr )}e^{-y^{2}}dy\\&=\int _{-\infty }^{\infty }{\Biggl (}\int _{-\infty }^{\infty }e^{-(x^{2}+y^{2})}dx{\Biggr )}dy\\&=\int _{-\infty }^{\infty }\int _{-\infty }^{\infty }e^{-(x^{2}+y^{2})}dxdy\\&=\iint _{\mathbb {R} ^{2}}e^{-(x^{2}+y^{2})}dxdy.\end{aligned}}}
Procedemos a realizar un cambio de variables a coordenadas a polares:
{\displaystyle {\begin{aligned}\iint _{\mathbb {R} ^{2}}e^{-(x^{2}+y^{2})}\,dxdy&=\int _{0}^{2\pi }\int _{0}^{\infty }re^{-r^{2}}drd\theta \\&=\int _{0}^{2\pi }d\theta \int _{0}^{\infty }re^{-r^{2}}dr\\&=2\pi \int _{0}^{\infty }re^{-r^{2}}dr\\&=2\pi \int _{-\infty }^{0}{\frac {1}{2}}e^{s}ds\\&=\pi \int _{-\infty }^{0}e^{s}\,ds\\&=\pi (e^{0}-\lim _{t\to -\infty }e^{t})\\&=\pi (1-0)\\&=\pi \end{aligned}}}
donde el factor {\displaystyle r} es consecuencia de calcular el determinante del cambio de variable de coordenadas cartesianas a polares, y {\displaystyle s} aparece al hacer un cambio de variable tal que {\displaystyle s=-r^{2}}, {\displaystyle ds=-2rdr}. Así obtenemos
{\displaystyle {\mathcal {I}}^{2}=\left(\int _{-\infty }^{\infty }e^{-x^{2}}\,dx\right)^{2}=\iint _{\mathbb {R} ^{2}}e^{-(x^{2}+y^{2})}\,dx\,dy=\pi }
por lo tanto
{\displaystyle {\mathcal {I}}=\int _{-\infty }^{\infty }e^{-x^{2}}\,dx={\sqrt {\pi }}}

### Coordenadas Cartesianas
Una técnica diferente para calcular el valor de la integral gaussiana es la siguiente.
Comencemos definiendo
{\displaystyle {\mathcal {I}}=\int _{-\infty }^{\infty }e^{-x^{2}}dx}
por lo que
{\displaystyle {\mathcal {I}}^{2}=\left(\int _{-\infty }^{\infty }e^{-x^{2}}dx\right)^{2}}
Notemos que el integrando, es decir {\displaystyle f(x)=e^{-x^{2}}}, es una función par por lo que
{\displaystyle \int _{-\infty }^{\infty }e^{-x^{2}}dx=2\int _{0}^{\infty }e^{-x^{2}}dx}
entonces
{\displaystyle {\mathcal {I}}^{2}=4\int _{0}^{\infty }\int _{0}^{\infty }e^{-(x^{2}+y^{2})}dydx}
Sea
{\displaystyle {\begin{aligned}y&=xs\\dy&=xds\end{aligned}}}
entonces
{\displaystyle {\begin{aligned}{\mathcal {I}}^{2}&=4\int _{0}^{\infty }\int _{0}^{\infty }e^{-(x^{2}+y^{2})}dydx\\&=4\int _{0}^{\infty }\int _{0}^{\infty }e^{-(x^{2}+x^{2}s^{2})}xdsdx\\&=4\int _{0}^{\infty }\int _{0}^{\infty }e^{-x^{2}(1+s^{2})}xdsdx\\&=4\int _{0}^{\infty }\int _{0}^{\infty }e^{-x^{2}(1+s^{2})}xdxds\\&=4\int _{0}^{\infty }\left[\left.{\frac {-1}{2(1+s^{2})}}e^{-x^{2}(1+s^{2})}\right|_{x=0}^{x=\infty }\right]ds\\&=4\left[{\frac {1}{2}}\int _{0}^{\infty }{\frac {ds}{1+s^{2}}}\right]\\&=2\arctan s{\bigg |}_{0}^{\infty }\\&=\pi \end{aligned}}}
Por lo tanto 
{\displaystyle {\mathcal {I}}=\int _{-\infty }^{\infty }e^{-x^{2}}dx={\sqrt {\pi }}}

### Método de Feynman
Otra forma de calcular la integral sería usando el truco de Feynman o derivación bajo el signo integral
Definamos:
{\displaystyle {\mathcal {I}}=\int _{0}^{\infty }e^{-x^{2}}dx}
dado que {\displaystyle e^{-x^{2}}} es una función par, podemos afirmar que
{\displaystyle 2{\mathcal {I}}=\int _{-\infty }^{\infty }e^{-x^{2}}dx}
Ahora definamos la siguiente función auxiliar
{\displaystyle F(t)=\int \limits _{0}^{\infty }{\frac {e^{-t^{2}(x^{2}+1)}}{x^{2}+1}}dx}
entonces
{\displaystyle F(+\infty )=0}
{\displaystyle F(0)=\int \limits _{0}^{\infty }{\frac {e^{-0^{2}(x^{2}+1)}}{x^{2}+1}}dx=\int \limits _{0}^{\infty }{\frac {e^{0}}{x^{2}+1}}dx=\int _{0}^{\infty }{\frac {1}{x^{2}+1}}={\frac {\pi }{2}}}
Derivemos la función
{\displaystyle {d \over dt}F(t)={d \over dt}\int \limits _{0}^{\infty }{\frac {e^{-t^{2}(x^{2}+1)}}{x^{2}+1}}dx=\int \limits _{0}^{\infty }{{d \over dt}({\frac {e^{-t^{2}(x^{2}+1)}}{x^{2}+1}}})dx=\int \limits _{0}^{\infty }{\frac {e^{-t^{2}(x^{2}+1)}(-2t(x^{2}+1))}{x^{2}+1}}dx=-2t\int \limits _{0}^{\infty }e^{-t^{2}(x^{2}+1)}dx}
{\displaystyle =-2t\int \limits _{0}^{\infty }e^{-t^{2}x^{2}-t^{2}}dx=-2t\int \limits _{0}^{\infty }e^{-(tx)^{2}}e^{-t^{2}}dx=-2te^{-t^{2}}\int \limits _{0}^{\infty }e^{-(tx)^{2}}dx}
Haciendo el cambio de variable
{\displaystyle {\begin{aligned}u&=xt\\du&=tdx\Rightarrow dx={\frac {1}{t}}du\end{aligned}}}
Entonces
{\displaystyle -2te^{-t^{2}}\int \limits _{0}^{\infty }{e^{-(tx)^{2}}}dx=-2te^{-t^{2}}\int \limits _{0}^{\infty }{e^{-u^{2}}}{\frac {1}{t}}du=-2e^{-t^{2}}\int \limits _{0}^{\infty }{e^{-u^{2}}}du=-2e^{-t^{2}}{\mathcal {I}}}
En resumen
{\displaystyle F'(t)=-2e^{-t^{2}}{\mathcal {I}}}
Ahora calculemos la siguiente integral aplicando el teorema fundamental del cálculo y los resultados anteriormente calculados
{\displaystyle \int _{0}^{\infty }F'(t)dt=F(t){\bigg |}_{t=0}^{t=+\infty }=F(+\infty )-F(0)=0-{\frac {\pi }{2}}=-{\frac {\pi }{2}}}
Pero por otro lado también podemos decir que
{\displaystyle \int _{0}^{\infty }F'(t)dt=\int _{0}^{\infty }-2e^{-t^{2}}{\mathcal {I}}dt=-2{\mathcal {I}}\int _{0}^{\infty }{e^{-t^{2}}}dt=-2{\mathcal {I}}^{2}}
Entonces
{\displaystyle {\begin{aligned}-2{\mathcal {I}}^{2}=-{\frac {\pi }{2}}\\{\mathcal {I}}=\pm {\frac {\sqrt {\pi }}{2}}\end{aligned}}}
Como la integral de una función positiva no puede dar negativa, tomamos el valor positivo, 
{\displaystyle {\mathcal {I}}={\frac {\sqrt {\pi }}{2}}}
{\displaystyle 2{\mathcal {I}}={\sqrt {\pi }}}
Pero recordando lo dicho anteriormente
{\displaystyle 2{\mathcal {I}}=\int _{-\infty }^{\infty }e^{-x^{2}}dx}
Por lo tanto
{\displaystyle \int _{-\infty }^{\infty }e^{-x^{2}}dx={\sqrt {\pi }}}

## Relación con la función Gamma
La función gamma está dada por 
{\displaystyle \Gamma (\alpha )=\int _{0}^{\infty }t^{\alpha -1}e^{-t}dt}
y un resultado destacado de esta función es cuando {\displaystyle \alpha =1/2} pues 
{\displaystyle \Gamma \left({\frac {1}{2}}\right)={\sqrt {\pi }}}
considerando este resultado veamos qué relación tiene con la integral gaussiana, comencemos considerando que 
{\displaystyle \int _{-\infty }^{\infty }e^{-x^{2}}dx=2\int _{0}^{\infty }e^{-x^{2}}dx}
pues {\displaystyle f(x)=e^{-x^{2}}} una función par.
Al hacer el cambio de variable {\displaystyle t=x^{2}} obtenemos 
{\displaystyle {\begin{aligned}x&=t^{1/2}\\dx&={\frac {1}{2}}t^{-1/2}dt\end{aligned}}}
entonces
{\displaystyle {\begin{aligned}\int _{-\infty }^{\infty }e^{-x^{2}}dx&=2\int _{0}^{\infty }e^{-x^{2}}dx\\&=2\int _{0}^{\infty }e^{-t}\left({\frac {1}{2}}t^{-1/2}\right)dt\\&=\int _{0}^{\infty }e^{-t}t^{-1/2}dt\\&=\int _{0}^{\infty }t^{\left(1-{\frac {1}{2}}\right)-1}e^{-t}dt\\&=\Gamma \left(1-{\frac {1}{2}}\right)\\&=\Gamma \left({\frac {1}{2}}\right)\\&={\sqrt {\pi }}\end{aligned}}}
Esto muestra por qué el factorial de la mitad de un entero es un número irracional múltiplo de {\displaystyle {\sqrt {\pi }}}, más generalmente
{\displaystyle \int _{0}^{\infty }e^{-ax^{b}}dx={\frac {1}{b\cdot a^{\frac {1}{b}}}}\,\Gamma \left({\frac {1}{b}}\right).}

## Generalizaciones

### Integral de una función gaussiana
La integral de una función Gaussiana arbitraria es 
{\displaystyle \int _{-\infty }^{\infty }e^{-a(x+b)^{2}}dx={\sqrt {\frac {\pi }{a}}}}
con {\displaystyle a,b\in \mathbb {R} }. Una forma alternativa es
{\displaystyle \int _{-\infty }^{\infty }e^{-ax^{2}+bx+c}\,dx={\sqrt {\frac {\pi }{a}}}e^{{\frac {b^{2}}{4a}}+c}}
Esta expresión es útil para calcular momentos de algunas distribuciones de probabilidad continuas relacionadas con la distribución normal, como la distribución log-normal.

### Integrales de forma similar
{\displaystyle {\begin{aligned}&\int _{0}^{\infty }x^{2n}e^{-{\frac {x^{2}}{a^{2}}}}dx={\sqrt {\pi }}\;{\frac {a^{2n+1}(2n-1)!!}{2^{n+1}}}\\&\int _{0}^{\infty }x^{2n+1}e^{-{\frac {x^{2}}{a^{2}}}}dx={\frac {n!}{2}}\;a^{2n+2}\\&\int _{0}^{\infty }x^{2n}e^{-ax^{2}}dx={\frac {(2n-1)!!}{a^{n}2^{n+1}}}{\sqrt {\frac {\pi }{a}}}\\&\int _{0}^{\infty }x^{2n+1}e^{-ax^{2}}dx={\frac {n!}{2a^{n+1}}}\end{aligned}}}
donde {\displaystyle n} es un entero positivo y {\displaystyle !!} denota el doble factorial.